# Tour du Sénégal 2015
Le Tour du Sénégal 2015 est la 14e édition de cette course cycliste par étapes. Il se déroule du 21 au 26 avril 2015.
Il est remporté par le Marocain Zouhair Rahil.

## Étapes
| Étape     | Date          | Villes étapes           | Distance (km) | Vainqueur d’étape | Leader du classement général |
| --------- | ------------- | ----------------------- | ------------- | ----------------- | ---------------------------- |
| 1re étape | mar. 21 avril | Dakar - Joal            | 95            | Zouhair Rahil     | Zouhair Rahil                |
| 2e étape  | mer. 22 avril | Kaolack - Thiès         |               | Zouhair Rahil     | Zouhair Rahil                |
| 3e étape  | jeu. 23 avril | Somone - Somone         |               | Abderrahim Aouida | Zouhair Rahil                |
| 4e étape  | ven. 24 avril | Thiès – Saint-Louis     | 180           | Bécaye Traoré     | Zouhair Rahil                |
| 5e étape  | sam. 25 avril | Saint-Louis – Tivaouane | 160           | Bécaye Traoré     | Zouhair Rahil                |
| 6e étape  | dim. 26 avril | Dakar                   | 56            | Steve Houanard    | Zouhair Rahil                |